# Mohamed Chikoto
Mohamed Chikoto (Parakou, 28 febbraio 1989) è un calciatore nigerino, difensore dell'AS Pagny sur Moselle.

## Caratteristiche tecniche
È un difensore centrale.

## Carriera

### Club
Nel 2013 ha giocato 2 partite nella CAF Champions League con il Cotonsport Garoua. Tra il 2013 ed il 2016 ha giocato nella prima divisione algerina con l'MC Oran; si è poi trasferito in Francia all'AS Pagny sur Moselle, con cui ha giocato per alcuni anni tra la quinta e la sesta divisione francese.

### Nazionale
Ha preso parte alla Coppa d'Africa del 2012, giocando in tutte e tre le partite disputate dalla sua Nazionale. Prende parte anche all'edizione del 2013 della stessa manifestazione.

## Palmarès

### Club

#### Competizioni nazionali
- Campionato nigerino: 2

Sahel SC: 2007, 2009
- Coppa del Niger: 2

Sahel SC: 2006, 2011
- Campionato camerunese: 1

Cotonsport Garoua: 2013